# 天鵝座Y
天鵝座Y是天鹅座中的一對食雙星和雙線光譜聯星的恆星系統。它距離地球大約4,900光年。該系統是首批成功探測到天體拱線進動的聯星系統之一。
這兩顆恆星是O型主序星，它們以近3天的週期相互繞軌道運行。

## 觀察歷史
早期類型的天鵝座Y使其成為過去天文學家的熱門目標，光譜軌道在歷史上被計算過無數次。這些研究中的第一項是由約翰·斯坦利·普拉斯基特於1920年發表的。早在1930年，就對天鵝座Y進行了廣泛的光譜研究。1959年、1971年、和1980年陸續發表了幾篇後續的文章。後者包含了對拱線進動週期的估計。